# Claudio Mancini
Claudio Mancini (Roma, 24 marzo 1928 – Roma, 28 giugno 2024) è stato un produttore cinematografico italiano.

## Biografia
Lavorò per più di sessant'anni nell'industria cinematografica. A 20 anni iniziò la carriera come comparsa: venne scelto per impersonare un arabo data la sua carnagione scura. Da comparsa diventò elettricista, capo elettricista, segretario di produzione, produttore esecutivo, rappresentante del produttore, organizzatore generale e produttore. Lavorò in 121 film per il cinema e 108 film per la televisione. Affiancò, tra gli altri, Sophia Loren, Gigi Proietti, Robert De Niro, Sylvester Stallone, Charles Bronson, Ennio Morricone, Bernardo Bertolucci, Federico Fellini, Pier Paolo Pasolini, Sergio Leone, Damiano Damiani, Giuliano Montaldo.
Per la televisione lavorò come produttore esecutivo a buona parte degli episodi del Commissario Montalbano. Produsse Giù la testa di Sergio Leone, La proprietà non è più un furto di Elio Petri, Il giocattolo di Giuliano Montaldo e altri. Nel colossal di Sergio Leone C'era una volta in America interpretato da Robert De Niro, svolse il doppio ruolo di produttore esecutivo e "line producer" garantendo ai produttori il buon fine della lavorazione del film.

## Vita privata
Visse a Roma fino alla sua morte avvenuta il 28 giugno 2024 all'età di 96 anni. Ebbe due figli, la costumista Tiziana Mancini e il produttore esecutivo Sandro Mancini; il genero, la nuora e i nipoti Claudio Lullo e Chiara Lullo svolgono o hanno svolto ruoli tecnici e di produzione.

## Filmografia parziale
- Giù la testa, regia di Sergio Leone (1971)
- La proprietà non è più un furto, regia di Elio Petri (1973)
- Il mio nome è Nessuno, regia di Tonino Valerii (1973)
- Un genio, due compari, un pollo, regia di Damiano Damiani (1975)
- Il giocattolo, regia di Giuliano Montaldo (1979)
- Occhio alla penna, regia di Michele Lupo (1981)
- C'era una volta in America, regia di Sergio Leone (1984)
- Sotto il vestito niente 2, regia di Dario Piana (1988)
- Il commissario Montalbano, regia di Alberto Sironi (2002-2006)
- Gente di mare, regia di Giorgio Serafini (2006)
- Sotto il vestito niente - L'ultima sfilata, regia di Carlo Vanzina (2012)